# 네하 카카르
네하 카카르(힌디어: नेहा कक्कड़, 1988년 6월 6일 ~ )는 인도의 가수이다. 음악 경연 프로그램 《인디안 아이돌》 시즌 2 참가자이다.